# Лондон Киз
Лондон Киз (англ. London Keyes, настоящее имя Кора Бёрдуэлл (англ. Cora Birdwell); род. 18 августа 1989, Сиэтл, Вашингтон, США) — американская модель и порноактриса.

## Премии и номинации
- 2010 AVN Award номинация — Best All-Girl Group Sex Scene — Girlgasmic 02 (с Аллисой Холл, Николь Рэй, Эми Рейс и Таннер Мэйс)[1]
- 2010 AVN Award номинация — Лучшая новая старлетка[1]
- 2010 XBIZ Award номинация — Новая старлетка года[2]
- 2011 Urban X Award номинация — Best Girl Girl Sex Scene — Sophie Dee’s Pussy Adventures (с Софи Ди и Аса Акирой)[3]
- 2011 XBIZ Award номинация — Web Babe of the Year — LondonKeyes.com[4]
- 2012 AVN Award номинация — Лучшая сцена орального секса — L for London[5]
- 2012 Urban X Award номинация — Orgasmic Oralist[6]
- 2012 Urban X Award номинация — Best 3 Way Sex Scene — Jynx Maze is a Sex Addict (с Джинкс Мейз и Мануэлем Феррарой)[6]
- 2012 Urban X Award номинация — Лучшая сцена анального секса — L is For London (с Асой Акирой и Мануэлем Феррарой)[6]
- 2012 Urban X Award номинация — Лучшая сцена анального секса — Kelly Divine is Buttwoman (с Келли Дивайн и Лексингтон Стил)[6]
- 2012 Urban X Award номинация — Best Couple Sex Scene — L is For London (с Лексингтон Стил)[6]
- 2012 XBIZ Award номинация — Porn Star Site of the Year — LondonKeyes.com[7]
- 2013 AVN Award номинация — Лучшая сцена двойного проникновения — Sexual Tension Raw and Uncut (с Начо Видал и Тони Рибас)[8]
- 2013 XBIZ Award номинация — Лучшая сцена (Gonzo/Non-Feature Release) — Sexual Tension Raw and Uncut (с Начо Видал и Тони Рибас)[9]